# Platyceps sinai
Platyceps sinai är en ormart som beskrevs av Schmidt och Marx 1956. Platyceps sinai ingår i släktet Platyceps och familjen snokar. Inga underarter finns listade i Catalogue of Life.
Arten förekommer på södra Sinaihalvön i Egypten samt i sydvästra Jordanien och östra Israel. Den lever i låglandet och i bergstrakter upp till 1600 meter över havet. Platyceps sinai vistas i flodbädd som tidvis torkar ut (wadi) med glest fördelad växtlighet. Den besöker ofta oaser och trädgårdar.
Beståndet hotas av intensiv brukade betesmarker. På Sinaihalvön finns ett kloster och exemplar som insamlas där säljs som terrariedjur. IUCN listar arten som nära hotad (NT).